# Зачало
Зачало (грч. περικοπή, «одељак») је израз за један одломак из Јеванђеља кога обично чине једна или две јеванђељске приче. Таква подела (парчање) јеванђеља је настала у Православној Цркви ради лакшег сналажења свештенства у распореду читања Јеванђеља на богослужењима. Израз зачало потиче из црквенословенског (старословенског, рускословенског) језика.